# Graeme Clark (médecin)
Graeme Clark  est un chirurgien en oto-rhino-laryngologie (ORL) australien exerçant à Melbourne (Australie) et fondateur de la société Cochlear Limited. Il est reconnu dans le milieu médical pour avoir inventé pour la première fois l'implant cochléaire multicanal permettant une réhabilitation auditive à des personnes atteintes de surdité sévère à profonde et dont le modèle s'exporte partout à travers le monde.

## Son parcours
Marqué par la surdité de son père et sa difficulté à communiquer, le jeune Clark est d'emblée sensibilisé par ce handicap et se donne pour objectif de concevoir une technologie pouvant rendre l'audition. Il effectue donc des études oto-rhino-laryngologie au Royaume-Uni au Royal National Throat, Nose and Ear Hospital (en) et se spécialise en chirurgie. Il se rend compte alors très vite de la difficulté de réalisation de son projet. De retour en Australie, il devient chercheur à l'Université de Sydney. Au milieu des années 1960, il tombe sur un rapport du professeur ORL américain Blair Simmons et apprend que les sourds sont réceptifs à certaines stimulations électriques qui peuvent conduire le son. Il imagine alors un premier dispositif assez proche de l'implant cochléaire actuel  avec un aimant et un fil composé d'une électrode.     
Peu après, en 1967, Clark montre que la zone du cerveau stimulée diffère selon le type de son que l'on entends. Ainsi il détermine que le son peut être codé en plusieurs types de fréquence électriques selon la hauteur du son mais aussi du types de son (voyelles ou consonnes) perçus et de l'intensité sonore (voix parlée ou criée). Selon ces critères il développe deux types de codage du son : un codage du son pour la perception des sons graves et de la voix parlée et un autre pour la perception du timbre et des voyelles et des consonnes. Cette découverte vient apporter des précisions au prototype d'implant : le fil censé rallier le nerf auditif  se dédouble en deux chaînes d'électrodes différentes, un pour chaque codage et qui se compose de plusieurs électrodes à chaque fois. À chaque fréquence électrique particulière est associée une électrode chargée de transmettre l'information au cerveau.

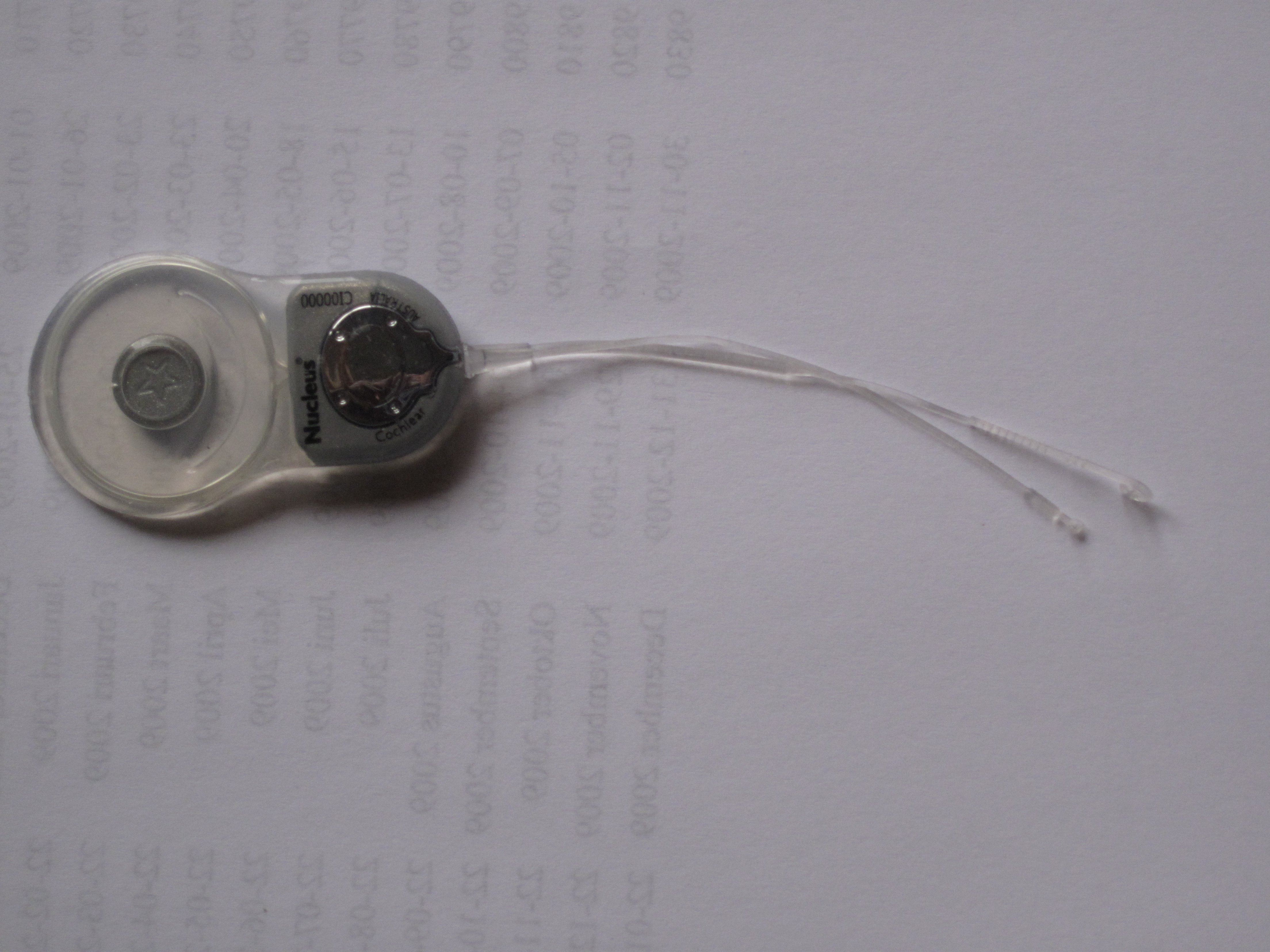
Partie interne de l'implant composée de l'aimant et de la double chaine d'électrode.

Ces chaînes d'électrodes seront reliées à un aimant situé sous la peau lui-même relié à un processeur externe chargée de convertir les informations sonores en message électriques. C'est ainsi que nait l'implant cochléaire multicanal.     
Cependant Clark est confronté à une difficulté : implanter le fil composé d'électrodes dans l'organe auditif relève du défi chirurgical tellement l'organe auditif est fragile. En 1977, alors qu'il est sur une plage de Nouvelle Galles du Sud en Australie, il trouve la solution avec un brin d'herbe et un coquillage : le fil d'électrode, comme le brin d'herbe, sera placé à l'intérieur de la cochlée qui est représentée par le coquillage.     
En 1978, il implante un premier prototype pour la première fois chez l'adulte en implantant Rod Saunders,,, sourd profond. Clark choisi de tester sa nouvelle création technologique en faisant écouter au patient l'hymne national Australien God save the Queen qui oblige le patient à avoir une réaction en se levant. Cette première mondiale est une réussite puisque le patient réussi à l'entendre à travers le dispositif. Il continue dès 1990 en implantant pour la première fois un enfant alors âgé de 2 ans, Sian Neame. Clark bénéficie ainsi d'une allocation de six millions de dollars du gouvernement australien pour développer les prototypes et fonde sa société Cochlear Limited pour assurer leur commercialisation. Le premier implant à être commercialisé est le Nucleus.    
Peu après, en 1985, il fonde une organisation de recherche à but non lucratif en partenariat avec l'Université de Melbourne et Cochlear, The Bionic Ear Institute qu'il dirige jusqu'en 2005. 
Aujourd'hui, bien qu'ayant pris sa retraite le docteur Clark est professeur honoraire en génie électrique à l'Université de Melbourne. Il est rattaché au National Engineering Center pour développer la nouvelle génération d'implants.

## Critiques
Durant toutes ses phases de recherche et jusqu'à la conception de l'implant, le professeur Clark a été très critiqué et qualifié de beaucoup trop ambitieux dans son projet de redonner l'audition aux personnes sourdes. Lors d'une interview pour la revue Audio, il a même évoqué que certains allaient jusqu'à le nommer "Clown Clark". Malgré les critiques, Clark voit en son projet un grand potentiel et la nécessité de celui-ci.

## La société Cochlear Limited
La société Cochlear Limited fondée par Graeme Clark, naît en 1981 à la suite des premières implantations réussies chez les personnes sourdes profondes et se constitue au départ de Clark accompagné d'une équipe réduite de chercheurs. Dès le début Clark a pour idée d'intégrer des personnes sourdes dans son processus de recherche autour des implants chez Cochlear, en commençant avec son premier implanté, Rod Saunders. La jeune société fusionne également avec plusieurs groupes de recherches dont Telectronics, spécialisé dans le développement de pacemakers.
Au fur et à mesure que les implants se commercialisent, la société se voit implanter plusieurs bureaux partout dans le monde. En France, le siège se trouve à Toulouse.
Ainsi, dans les années 2000, Cochlear devient le leader du marché de l'implant cochléaire.
Aujourd'hui, la société Cochlear permet à plus de 450 000 sourds ou malentendants dans le monde d'accéder aux dernières innovations en matière d'audition et proposer de nouvelles technologies parallèles à l'implant telles que des micros pour téléphoner ou encore des protections aquatiques pour appareils auditifs.

## Prix et récompenses
- 1983 : Officier de l'Ordre d'Australie
- 1993 : Clunies Ross National Science and Technology award
- 1997 : Médaille Sir William Upjohn de l'Université de Melbourne
- 2004 : Prime minister's Prize for Science
- 2004 : Companion of the order of Australia
- 2005 : International Speech Communication Medal
- 2007 : Zülch Prize from the Max Planck Society
- 2009 : Otto Schmitt award from the International Federation of Medical and Biological Engineering
- 2010 : Médaille Lister du Royal College of Surgeons, London
- 2011 : Zotterman medal from the Nobel Institute for Neurophysiology
- 2011 : Médaille Florey de l'Institut australien de politique et de science
- 2013 : ALbert-Lasker Prize[1]
- 2014:  Hear for Life Prize
- 2015 : The Russ Prize from the American National Academy of Engineering[8]

Il partage son prix Albert-Lasker (équivalent du prix Nobel) avec ses collègues de recherche, Ingeborg Hochmair et Claude-Henri Chouard. 
Aujourd'hui, une bourse porte son nom, la bourse Graeme Clark,, présente dans de nombreux pays et qui offre une bourse aux étudiants implantés Cochlear pour les aider à poursuivre leurs études et leurs projets professionnels.